# Universidade Cornell
Universidade Cornell é uma famosa universidade privada americana, da Ivy League, com sede em Ithaca, Nova Iorque. A universidade foi fundada em 1865 por Ezra Cornell e Andrew Dickson White com a intenção de ensinar e fazer contribuições em todos os campos do conhecimento, desde os clássicos até as ciências e desde o teórico até o aplicado. A Cornell tem sido rotineiramente classificada entre as melhores universidades do mundo.
A universidade está organizada em sete faculdades de graduação e sete divisões de pós-graduação em seu campus principal de Ithaca com cada faculdade e divisão definindo seus padrões de admissão específicos e programas acadêmicos em quase autonomia. A universidade também administra três campi satélites, incluindo dois em Nova Iorque e um na Cidade da Educação, no Catar.
A Cornell é uma das poucas universidades privadas com concessão de terras nos Estados Unidos. De suas sete faculdades de graduação, três são faculdades estatutárias ou contratadas mantidas pelo estado por meio do sistema da State University of New York (SUNY), incluindo suas faculdades de agricultura e ecologia humana e sua escola de relações trabalhistas industriais. Entre as escolas de pós-graduação de Cornell, apenas a faculdade de veterinária é mantida pelo estado. Como uma faculdade de concessão de terras, Cornell opera um programa de extensão cooperativa em todos os condados do estado de Nova Iorque e recebe financiamento anual dele para várias missões educacionais. O campus principal da Universidade Cornell em Ithaca abrange 745 acres (mais de 4.300 acres, incluindo os Jardins Botânicos da Cornell e as inúmeras terras pertencentes à universidade na cidade de Nova Iorque).
Em setembro de 2021, 61 laureados com o Nobel, quatro vencedores do Prêmio Turing e um medalhista Fields foram afiliados à Cornell. Cornell conta com mais de 250 mil ex- alunos vivos, e seus antigos e atuais professores e ex-alunos incluem 34 bolsistas Marshall, 33 bolsistas Rhodes, 29 bolsistas Truman, 7 bolsistas Gates, 63 medalhistas olímpicos, 10 atuais CEOs da Fortune 500 e 35 ex-alunos bilionários. Desde a sua fundação, Cornell tem sido coeducacional, uma instituição não-sectária onde a admissão não foi restringida por religião ou raça. O corpo discente diversificado consiste em mais de quinze mil alunos de graduação e dez mil alunos de pós-graduação de todos os cinquenta estados americanos e 119 países.

## História

### Século XIX
A Universidade Cornell foi fundada em 27 de abril de 1865 por Ezra Cornell, um empresário e senador do estado de Nova Iorque, e Andrew Dickson White, um educador e colega senador de Nova Iorque, depois que a legislatura do estado autorizou a universidade como instituição de concessão de terras do estado. Ezra Cornell ofereceu sua fazenda em Ithaca, Nova Iorque, como local preliminar para a universidade, juntamente com quinhentos mil dólares de sua fortuna pessoal como capital inicial, e White concordou em ser o primeiro presidente da Universidade Cornell.
Durante os primeiros três anos da universidade, White supervisionou a construção dos dois primeiros edifícios e viajou para atrair alunos e professores. A universidade foi inaugurada em 7 de outubro de 1868, e 412 homens foram matriculados no dia seguinte.
Cornell desenvolveu-se como uma instituição tecnologicamente inovadora, aplicando sua pesquisa em seu próprio campus e em esforços de divulgação. Em 1883, foi um dos primeiros campi universitários a usar eletricidade de um dínamo movido a água para iluminar o terreno do campus. Desde 1894, Cornell inclui faculdades que são financiadas pelo estado e atendem aos requisitos estatutários; também administrou atividades de pesquisa e extensão que foram financiadas conjuntamente pelo estado de Nova Iorque, juntamente com programas de correspondência do governo federal.
Cornell teve ex-alunos ativos desde suas primeiras aulas. Foi uma das primeiras universidades a incluir representantes eleitos por ex-alunos em seu conselho de administração.

### Século XX
A Cornell estava entre os Ivies que experimentaram maior ativismo estudantil durante a década de 1960, relacionado a questões culturais, direitos civis e oposição à Guerra do Vietnã. Protestos e ocupações resultaram na renúncia do presidente de Cornell e na reestruturação da administração da universidade.
Em 1967, um incêndio no dormitório do Clube Residencial da universidade matou oito alunos e um professor.

### Século XXI
Desde 2000, a Cornell vem expandindo seus programas internacionais. Em 2004, a universidade inaugurou o Weill Cornell Medical College, no Catar. Possui parcerias com instituições na Índia, Singapura e China. O ex-presidente, Jeffrey S. Lehman, descreveu a universidade, com seu alto perfil internacional, como uma "universidade transnacional". Em 9 de março de 2004, as universidades Cornell e Stanford colocaram a pedra angular para um novo 'Bridging the Rift Center' a ser construído e operado em conjunto para a educação na fronteira Israel-Jordânia.
Um grupo de estudantes de pós-graduação, At What Cost?, formou-se em Cornell em agosto de 2002 para se opor a uma campanha de sindicalização de estudantes de pós-graduação dirigida por uma organização chamada CASE/UAW, afiliada ao United Auto Workers. A votação de sindicalização foi realizada de 23 a 24 de outubro de 2002, e o sindicato foi rejeitado. At What Cost? foi considerado fundamental no comparecimento incomumente grande de 90% para a votação e na derrota por 2 a 1 da proposta de sindicalização. Não houve nenhum caso anterior na história da sindicalização de estudantes de pós-graduação americanos em que uma proposta de sindicalização foi derrotada por votação.
Em 2023, a universidade oferecia mais de quatro mil cursos.